# 逢空万太
逢空 万太（あいそら まんた、1981年（昭和56年）10月3日 - ）は、日本のライトノベル作家。男性。北海道札幌市西区琴似出身・在住。血液型はO型。

## 略歴
2008年、『夢見るままに待ちいたり』で第1回GA文庫大賞（ソフトバンククリエイティブ主催）優秀賞を受賞。受賞作を『這いよれ! ニャル子さん』に改題してGA文庫からデビュー。

## 人物
中学2、3年生頃に『ブギーポップは笑わない』が受賞して刊行されたのを知り、自分もと甘い夢を見たのと、『狂科学ハンターREI』がきっかけとなって小説を書き始めた。それまで創作活動は誰にも見せることなく行っていたが、大学の頃は新人賞に応募する直前に友人に読んでもらったほか、インターネット環境が整い、当時人気の美少女ゲーム『Kanon』の二次創作が流行していたことから自分でも書いて投稿していた。ネット上で二次創作を発表して創作意欲を発散していたような時期はあったが、再びオリジナルへの意欲が高まって応募してみた小説が受賞し、デビューとなった。
作品を書くときはその主人公が好きであるためにおいしい思いをさせようと、ヒロインに甘やかしてもらえるような物語にすることを意識している。ギャグやコメディの部分は手癖で書けるような部分であるようで、パロディが豊富な点で、小学生の頃に読んだ『週刊少年ジャンプ』の『ハイスクール!奇面組』や『THE MOMOTAROH』などに影響されたと語っている。その作風にも取り入れているようにアニメ、特撮、ゲームなどへの造詣が深いような発言が多々見受けられ、「仮面ライダーシリーズ」好きはつとに有名で、『ニャル子さん』第2巻以降の表紙や2012年（平成24年）以降発行分の帯に反映されている。特に『仮面ライダーカブト』と『仮面ライダーディケイド』を好んでおり、著書でもこの2作を頻繁にパロディに用いている。また、「ワイルドアームズシリーズ」のファンでもあり、こちらも作品でパロディをしており、自身の原点のひとつとしている。
酒類が好物であり、自身のTwitter上でもたびたびその話題を発言する。自画像はアスキーアート顔文字のアレンジによる「マンタ」。Twitterアイコンにも反映されている。

## 作品一覧

### 小説
- 這いよれ! ニャル子さん（GA文庫、全12巻）
- 深山さんちのベルテイン（GA文庫、既刊3巻）
- ヴァルキリーワークス（GA文庫、既刊4巻）
- 勇者が魔王を倒してくれない（ガンガンONLINE連載、GA文庫、全1巻）
- 出番ですよ! カグヤさま（GA文庫、全3巻）
- だがしかし もうひとつの夏休み（原作：コトヤマ、ガガガ文庫）
- ヒーローお兄ちゃんとラスボス妹（GA文庫、全1巻）
- ウィッチクラフトアカデミア（LINE文庫エッジ、既刊2巻）

### その他
- 戦姫絶唱しないシンフォギア（『戦姫絶唱シンフォギアGX』BD/DVD第4巻特典、脚本協力）[4]
- 悪魔城ドラキュラ Grimoire of Souls（ゲームシナリオ）[5]
- ワイルドアームズ ミリオンメモリーズ（ゲームシナリオ）[5]
- CHARMS!!（音声ドラマ脚本）[5]
- プリンセッション・オーケストラ（シリーズ構成・脚本）